# Новопокровка (Сорочинський міський округ)
Новопокро́вка (рос. Новопокровка) — селище у складі Сорочинського міського округу Оренбурзької області, Росія.

## Населення
Населення — 27 осіб (2010; 78 у 2002).
Національний склад (станом на 2002 рік):
- росіяни — 73 %